# 清河镇 (通河县)
清河镇是中国黑龙江省哈尔滨市通河县下辖的一个镇，位于小兴安岭南麓，松花江中游北岸。